# Breda Ba.15
Breda Ba.15 byl dvoumístný lehký vzpěrový hornoplošník vyráběný v Itálii od roku 1928. Vznikl na výzvu italského ministerstva letectví ke stavbě lehkého letadla, které bude sloužit jako základní letoun pro letecké školy, jako spojovací a turistické letadlo.

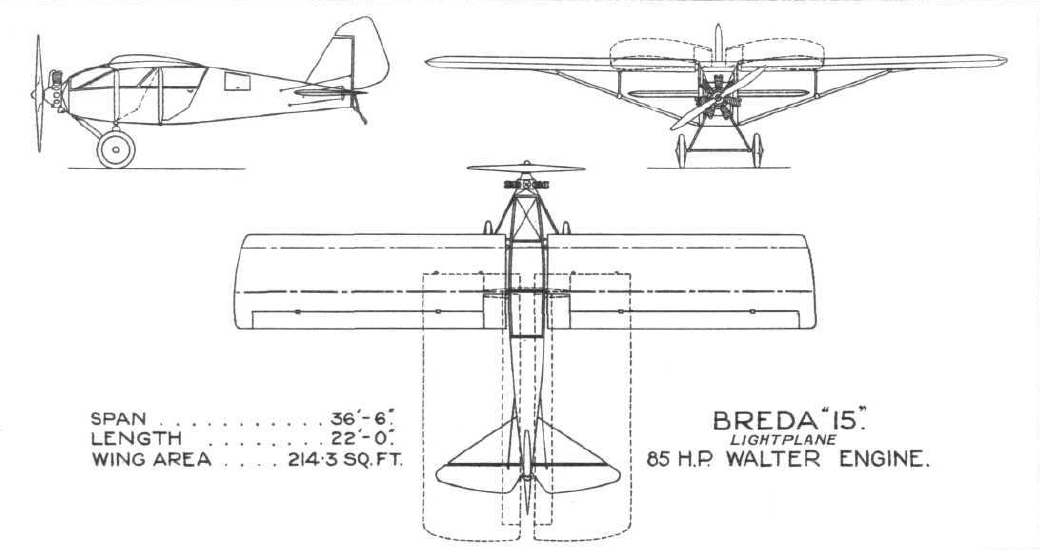
Breda Ba.15 s motorem Walter NZ-85 (1929)

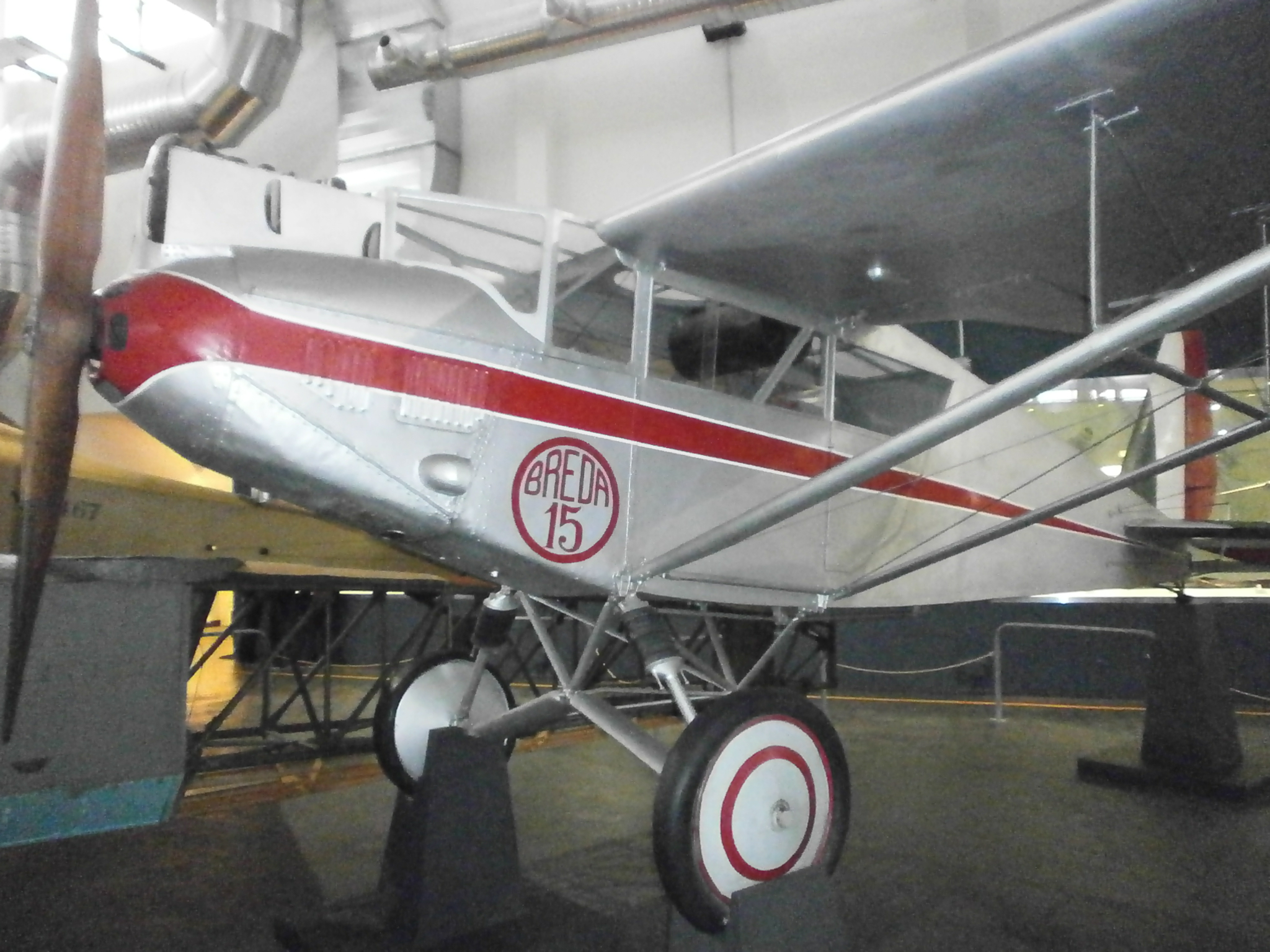
Breda Ba.15 s viditelným, horním prosklením kabiny

## Vznik a vývoj
Jednalo se o vzpěrový monoplán konvenčního designu, ve kterém seděl pilot a spolucestující v tandemovém uspořádání v plně uzavřené, prosklené kabině. Ba.15s byly vybaveny širokou paletou motorů. Nejvíce populární byl sedmiválcový motor Walter Venus, ale byly také použity motory Cirrus III, de Havilland Gipsy I, Colombo S.63, Walter Mars, Isotta-Fraschini Asso 80T/Ri, Argus A.S.8 a Walter Junior 4 o výkonech v rozpětí (62,5-103 kW/85-140 HP).

## Popis letounu
Breda Ba.15 byl hornokřídlý jednoplošník typu parasol.
Trup obdélníkového průřezu byl vyroben ze svařovaných ocelových trubek a potažen plátnem. Křídla byla vetknuta do hřbetu trupu a byla vyztužena šikmými vzpěrami. Půdorys křídel byl obdélníkový (Ba.15), resp. lichoběžníkový (Ba.15S). Křídla Ba.15S měla eliptický půdorys, kde se výška profilu postupně snižovala směrem ke konci křídla úměrně s hloubkou. Dřevěná konstrukce tvořená dvěma podélníky byla včetně křidélek potažena plátnem (Ba.15) nebo dýhou (Ba.15S). Podvozek měl dělenou osu a byl odpérován stlačováním pryžových tlumičů. Kola podvozku byla vybavena brzdami. Kola mohla být nahrazena plováky, čímž vznikla varianta hydroplánu (Ba.15H).
Motor Walter Venus byl opatřen speciálním prstencovým krytem, z něhož vyčnívaly pouze hlavy válců.

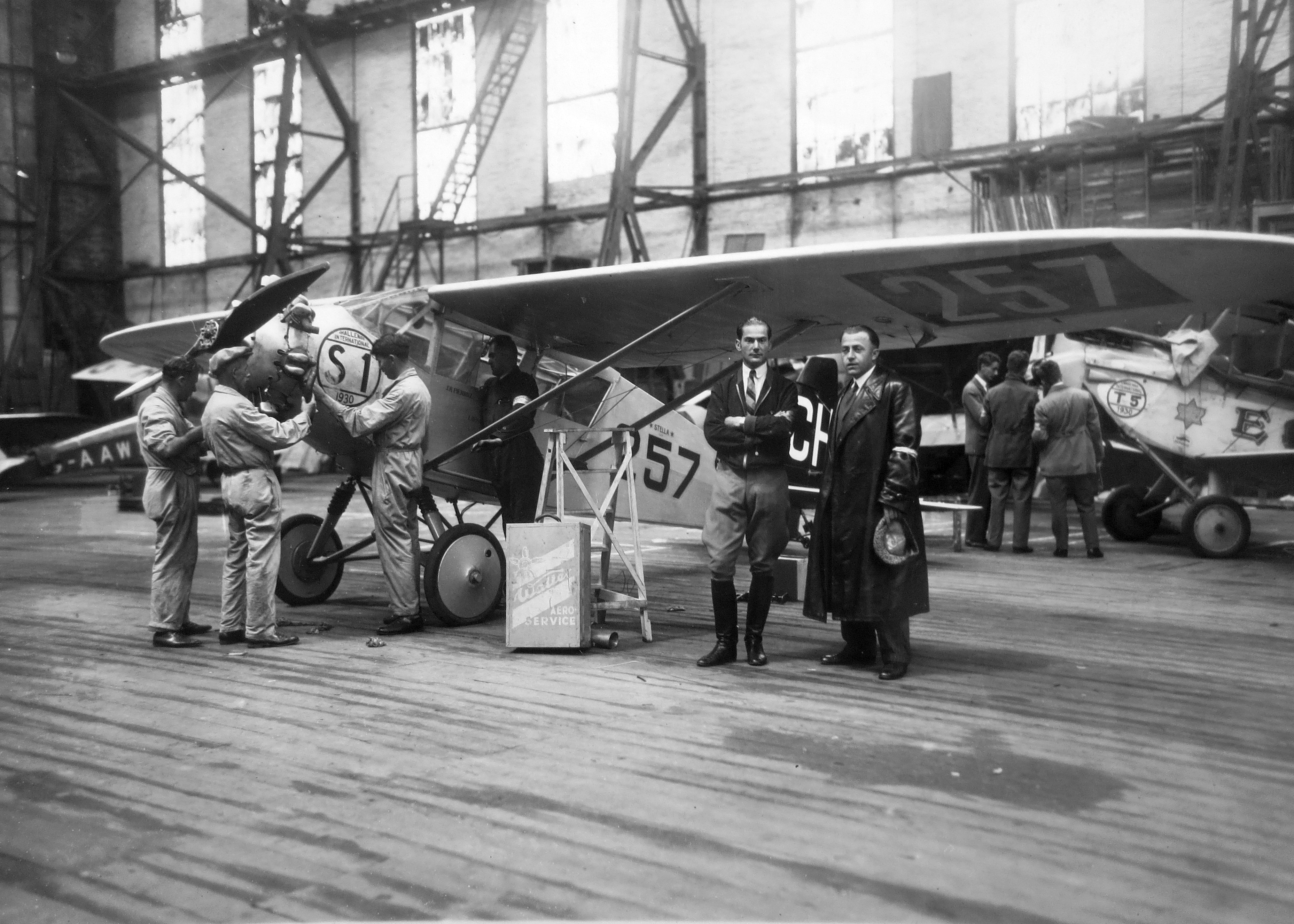
Breda Ba.15-P s motorem Walter Venus, vítěz Challenge 1930

## Použití
Letouny Breda Ba.15s se zúčastnily několika sportovních soutěží. Italský pilot plukovník Paride Sacchi ve dnech 20.-31. srpna 1930 na soutěži sportovních letadel Il I. Giro Aereo d'Italia (1. Okolo Itálie letecky) na letounu Breda Ba.15S mezi 70 účastníky z 5 zemí zvítězil. Na letounu byl namontován motor o výkonu 120 HP (88 kW), nejspíše devítiválcový Walter NZ-120. Později, hlavně využívaný "mladší bratr" tohoto motoru Walter Venus totiž tohoto výkonu nedosahoval (jen 82 kW/110 HP). Továrna Walter získala s motorem 120 HP první cenu pro nejlepší motor závodu, pohár "Coppa Citta di Milano" (Pohár města Milána), který osobně převzal generální ředitel ing. Antonín Kumpera. Úspěch značky Walter byl podtržen 6. a 16. místem, které na stejném stroji obsadili italští piloti Roccato a Martelli. Soutěže se zúčastnilo celkem 10 letounů Breda Ba.15 a Ba.15S, avšak s různými motory.
Jeden z letounů Breda Ba.15 byl provozován Ústřední pilotní školou. Byl osazen motorem Walter Venus o výkonu 82 kW/110 k. Ústřední pilotní škola jej např. využívala pro kurz létání podle přístrojů. Při letech se cvičil start bez viditelnosti, stoupání, horizontální let, udržování kursu, zatáčky, změna kursu a klouzání. Žák si předem vypočítal kurs a celý let absolvoval bez viditelnosti.
V roce 1932 se šéfpilot vojenské továrny na letadla Letov Jan Anderle zúčastnil mezinárodního závodu turistických letadel Challenge na letounu Breda Ba.15S (OK-WAL) s motorem Walter Junior 4 a soutěž dokončil bez trestných bodů. V celkovém hodnocení obsadil 19. místo. Továrna Walter získala I. cenu ministerstva veřejných prací (100 000 Kč) za nejúspěšnější československý motor, který se v této soutěži nejlépe osvědčil.

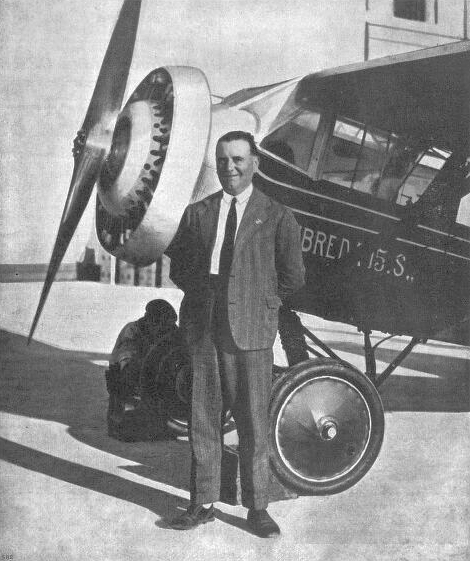
Paride Sacchi u letounu Breda Ba.15 S s motorem Walter 120 HP(1930)

Kromě civilního letectví, pro které byly tyto turistické letouny určeny, byly některé letouny Ba.15 (a další verze) také provozovány italským královským letectvem (Regia Aeronautica) jako letoun pro základní výcvik. Italský rejstřík těchto letadel s imatrikulací začínající MM (označení vojenských letadel) uvádí 77.
Italský rezident v Paraguayi Nicola Bo zakoupil v roce 1929 letoun Ba.15. Letadlo mělo italskou civilní registraci I-AAUG. Toto letadlo bylo později prodáno letectvu Paraguaye (Fuerza Aérea Paraguaya) a použito ve válce o Gran Chaco jako lehké dopravní letadlo. Letoun byl zničen při nehodě v roce 1933.
Jeden letoun s motorem de Havilland Gipsy I je součástí expozice v Národním muzeu vědy a technologie Leonardo da Vinci (Museo nazionale della scienza e della tecnologia Leonardo da Vinci) v Miláně.

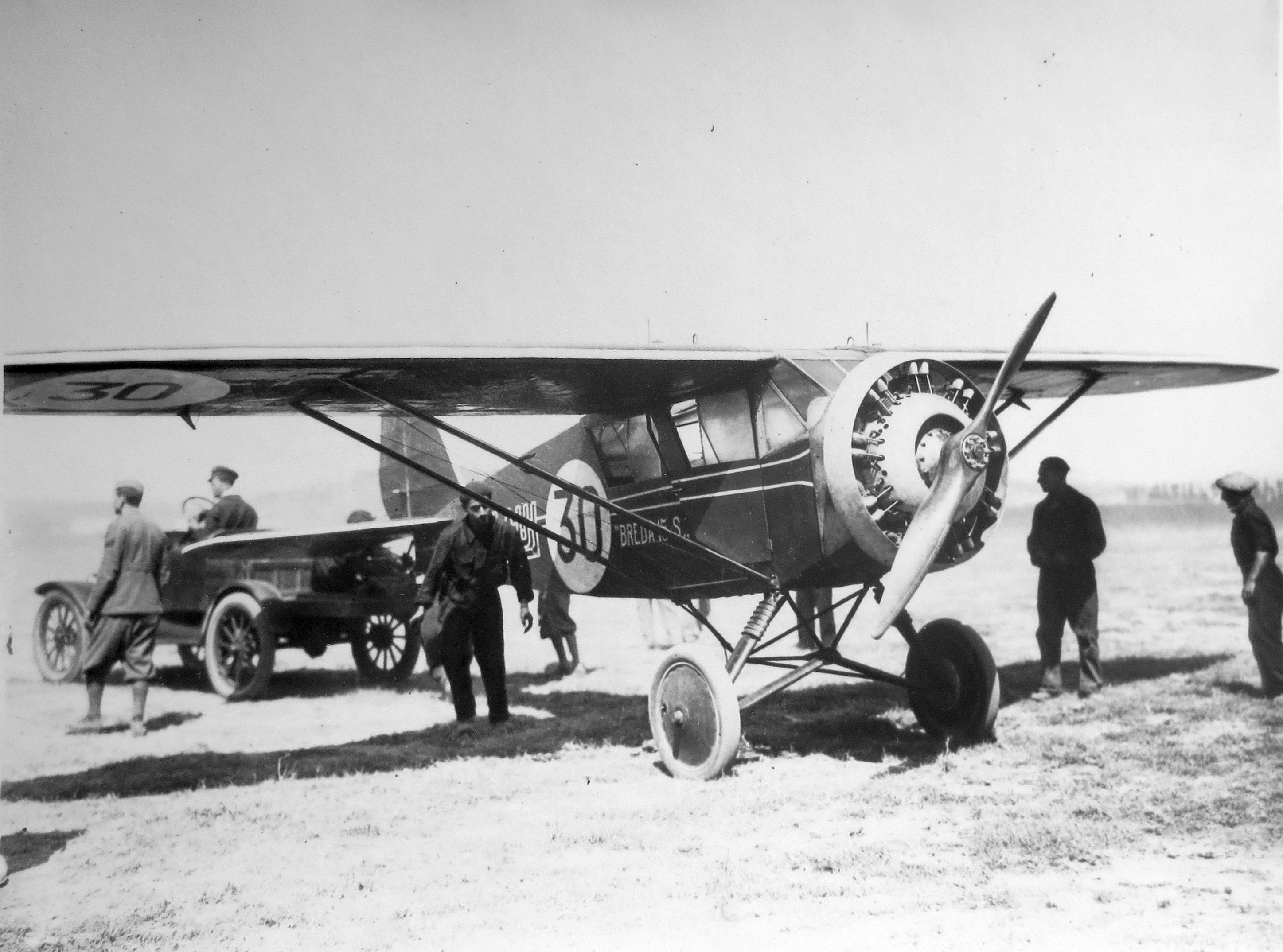
Breda Ba.15S s motorem Walter Mars na Giro Aereo d'Italia (1931)

## Varianty
- Ba.15 : cvičný a turistický letoun s dvousedadlovou uzavřenou kabinu, s horním prosklením[5]
- Ba.15H: plovákový letoun
- Ba.15S: vylepšená, sportovní verze Ba.15[3]

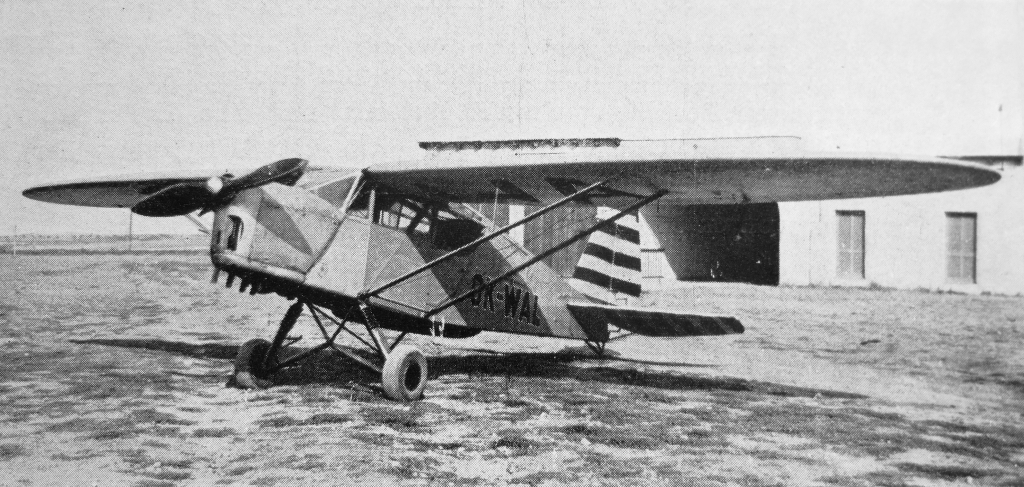
Breda Ba.15S s motorem Walter Junior 4

## Uživatelé

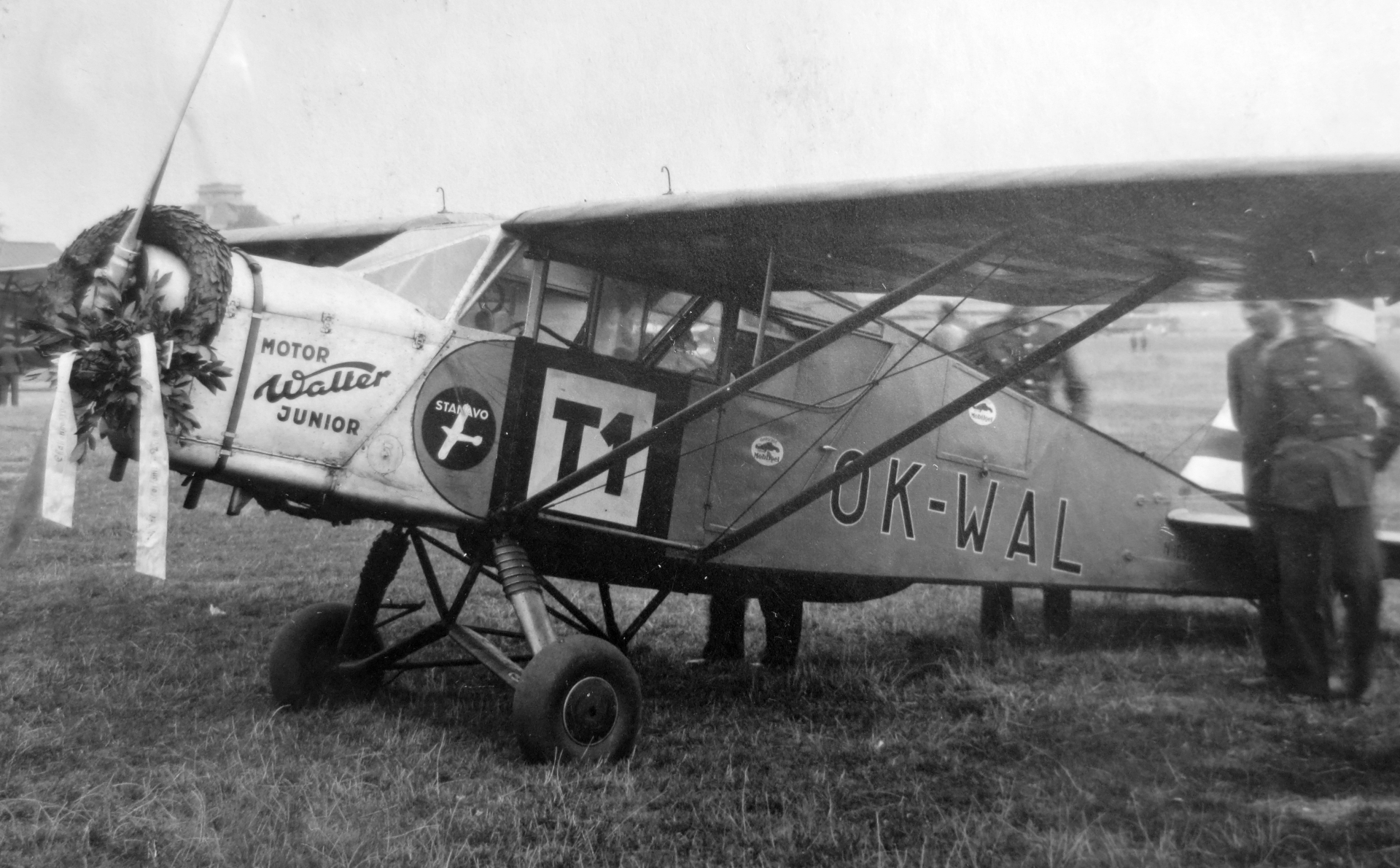
Breda Ba.15S (OK-WAL) s motorem Walter Junior 4 na Challenge 1932

- Italské království
  - Regia Aeronautica

- Paraguay
  - Paraguayské letectvo

- Československo

## Specifikace

### Základní údaje[3][5][11]
- Posádka: 1 pilot
- Kapacita: 1 cestující
- Rozpětí křídla: 11,8 (Ba.15), 10,8 m (Ba.15S)
- Délka: 6,75 m (Ba.15), 7 m (Ba.15S)
- Výška: 2,53 m (Ba.15), 2,25 m (Ba.15S)
- Nosná plocha křídel: 18,9 m² (Ba.15), 17,0 m² (Ba.15S)
- Prázdná hmotnost: 470 kg (Ba.15S)
- Celková hmotnost: 800 kg (Ba.15), 790 kg (Ba.15S)
- Pohon: 1 × Walter Venus sedmiválcový vzduchem chlazený hvězdicový pístový motor o výkonu 82 kW/110 k
- Vrtule: dvoulistá vrtule s pevným úhlem nastavení

### Výkony
- Maximální rychlost: 180 km/h (Ba.15), 210 km/h (Ba.15S)
- Cestovní rychlost: 140 km/h (Ba.15), 190 km/h (Ba.15S)
- Minimální rychlost: 75 km/h (Ba.15S)
- Vytrvalost s plným zatížením: 6 hodin
- Dostup: 4300 m (Ba.15), 6500 m (Ba.15S)